# فهرست انواع دوربین
- دوربین، اصطلاح عمومی
  - دوربین عکاسی، دستگاهی که به تنهایی برای عکاسی استفاده می‌شود.
    - دوربین فوری، یک نوع دوربین با توانایی چاپ عکس در خود دوربین.
    - دوربین اشمیت

  - دوربین دیجیتال، یک دستگاه الکترونیکی است که برای گرفتن و ذخیرهٔ عکس به صورت الکترونیکی.
  - دوربین ثبت ویدئو، یک دستگاه قابل حمل الکترونیکی برای ثبت تصاویر ویدئویی و صدا در یک دستگاه ذخیره ساز.
    - دوربین ویدئویی، یک دوربین ثبت ویدئو برای استفاده مصرف کنندگان
    - دوربین ویدئویی حرفه‌ای، که برای ساخت مصارف تجاری استفاده می‌شود که می‌تواند قابل حمل یا غیرقابل حمل باشد.

- - تلفن همراه دوربین دار، یک تلفن همراه که با یک دوربین دیجیتال داخلی ترکیب شده‌است.
  - دوربین مجازی، که در محسبات و بازی‌ها مورد استفاده قرار می‌گیرد.
- اصطلاح دوربین برای دستگاه‌هایی که از اندازه گیری‌ها از دنیای مادی تصویر یا ویدئو ایجاد می‌کنند نیز استفاده می‌شود، مانند:
  - دوربین محدوده نگار، که فاصله بین نقاط در صحنه را به صورت عکس ثبت می‌کند.
  - دوربین‌های فراصوتی (اولتراسونیک)، که این دوربین‌ها با جذب انرژی‌های فراصوت، عکس تولید می‌کنند.
  - تصویرسازی تشدید مغناطیسی، که ام‌آرآی نیز نامیده می‌شود، که تصاویر را از ساختمان داخلی بدن بیمار تهیه می‌کند.
  - دوربین مداربسته، دوربینی که دارای قابلیت گردش بر روی یک مفصل را داراست و برای نظارت و مراقبت استفاده می‌شود.

دوربین مداربسته خود از نظر ظاهری و تکنولوژی به دسته های مختلفی تقسیم بندی می شوند.

## انواع دوربین مداربسته بر اساس شکل ظاهری
- [[دوربین مداربسته بولت]]: بولت به انگلیسی به معنای گلوله می باشد. این دوربین ها از نظر ظاهری چون حالت استوانه ای دارند به بولت معروف می باشند و بیشتر برای فضای بیرونی کاربرد دارد.
- دوربین مداربسته دام: دام به انگلیسی به معنای تپه می باشد. این دوربین ها از نظر ظاهری شبیه نیمکره و تپه ای هستند به همین علت به دام معروفند و بیشتر برای فضای داخلی کاربرد دارند.
- دوربین اسپیددام یا چرخشی: یکی دیگر از برندهای دوربین مداربسته دوربین های اسپیددام دوربین هایی هستند که قابلیت چرخشی 360 درجه دارند و می توان نقاطی را تعیین کرد تا دوربین بدون کاربر در فاصله زمانی مشخص بچرخد و نقاط از پیش تعیین شده را ضبط کند.
- دوربین مداربسته چشم ماهی: این دوربین ها که به fisheye نیز معروف هستند شبیه چشم ماهی بوده و تصاویر را با زاویه 360 درجه ثبت می کنند. سپس تصاویر در دوربین تجزیه و تحلیل شده و به حالت 180 درجه در میاورند تا به راحتی قابل مشاهده باشند. شرط استفاده از دوربین فیش ای حداقل ارتفاع 3 متری زمین تا سقف است.

## انواع دوربین مداربسته بر اساس تکنولوژی
دوربین های مداربسته از نظر تکنولوژی به دو دسته آنالوگ و تحت شبکه تقسیم بندی می شوند. دوربین های تحت شبکه به دلیل هوشمند بودن و قابلیت تجزیه و تحلیل های تصاویر ضبط شده نسبت به دوربین های آنالوگ گرانتر می باشد. در ایران برند های متفاوت دوربین مداربسته مثل برند داهوا، هایک ویژن، تیاندی، یونی بیون، اکسیس، سی پی پلاس، هایلوک، آیمو، سامسونگ و ... اشاره کرد.